# Ophioplinthus gelida
Ophioplinthus gelida är en ormstjärneart som först beskrevs av Jean Baptiste François René Koehler 1901.  Ophioplinthus gelida ingår i släktet Ophioplinthus och familjen fransormstjärnor. Inga underarter finns listade i Catalogue of Life.